# Bernhard von der Lancken

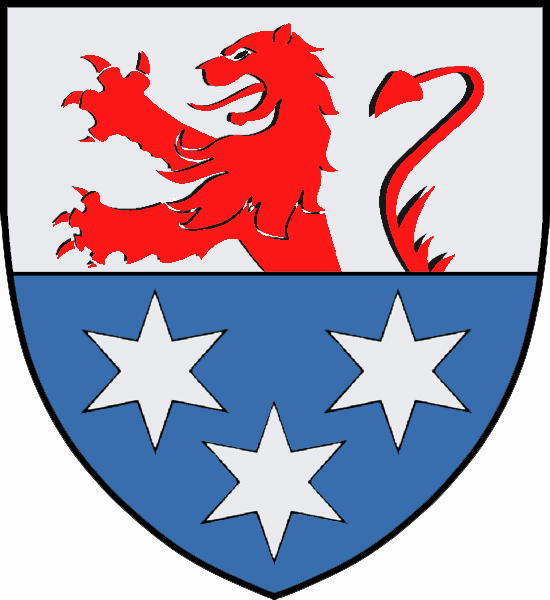
Wappen von der Lancken

Ernst Friedrich Heinrich Bernhard von der Lancken (* 4. November 1813 in Galenbeck, Gemeinde Ritzerow; † 19. Februar 1892 ebenda) war ein mecklenburg-strelitzischer Rittergutsbesitzer und Hofbeamter.

## Herkunft
Bernhard von der Lancken war ein Sohn des Adolf Friedrich Johann von der Lancken (1768–1834) und dessen Ehefrau Charlotte Marie Luise, geborene von Pritzbuer (1775–1840). Sein Vater war mecklenburgischer Kammerherr, Klosterhauptmann von Malchow und Ehrenritter der Johanniterordens.

## Leben
Nach dem Abitur am Pädagogium in Halle studierte er an den Universitäten Bonn und Berlin Rechtswissenschaften. 1834 wurde er Mitglied des Corps Borussia Bonn. Nach dem Studium wurde er Herr auf Galenbeck. Als Kammerjunker wurde er 1843 zum mecklenburg-strelitzischen Kammerherrn ernannt.

## Familie
Er heiratete am 26. Oktober 1843 in Rothspalt Bertha von Plüskow (1816–1870). Das Paar hatte mehrere Kinder:
- Wolf (1845–1920), Drost von Feldberg ⚭ 1882 Katharina von Buch (* 16. Dezember 1851)
- Luise (* 1847) ⚭ 1869 Dietrich von Mecklenburg († 1893), Landrat und Herr auf Wieschendorf
- Eberhard (1849–1918), preußischer Generalleutnant ⚭ 1892 Elisabeth von Puttkamer (* 1869)